# Slivovo
Slivovo en by öster om Pristina i Kosovo. Från 1999 till 2003 var svenska KFOR-soldater grupperade i byn i syfte att upprätthålla freden efter Kosovokriget. Uppgiften för soldaterna var att patrullera den omkringliggande trakten inkluderat den närbelägna Mramordalen. I oktober 2013 lämnade den sista svenska truppen inom KFOR Kosovo.